# Heavy Object
Heavy Object (japanisch ヘヴィーオブジェクト, Hevī Obujekuto) ist eine Light-Novel-Reihe von Kazuma Kamachi mit Illustrationen von Ryō Nagi. Die Reihe erhielt drei Adaptionen als Manga sowie eine seit Oktober 2015 laufende Anime-Fernsehserie.

## Handlung
In der nahen Zukunft entwickelte eine bestimmte Inselnation ein neues Waffenkonzept namens Object – Vehikel mit 10 m dicker und aus hunderten Schichten bestehender Panzerung, oft mit dem Aussehen einer Kugel von mehr als 50 m Durchmessern, deren Oberfläche mit Hunderten Projektil- und Strahlenwaffen übersät ist und die trotz ihres massiven Gewichts von einigen hunderttausend Tonnen sich mit durchschnittlich 500 km/h bewegen können. Seine Feuertaufe erhielt dieses Waffenkonzept als es einen direkten taktischen Nuklearschlag widerstand, zwar halb geschmolzen, aber weiterhin das Schlachtfeld dominierte und effektiv im Alleingang den Krieg für sich entschied.
Dieses Ereignis, das zeigte, dass alle anderen Waffengattungen weit unterlegen und nun überflüssig sind, änderte das komplette Wesen der Kriegsführung, die sich darauf reduzierte, das beanspruchte Gebiete freiwillig an den Angreifer abgegeben werden, wenn entweder kein verteidigendes Object anwesend ist oder dieses vom angreifenden Object in einem Duell besiegt wurde, da weiterer Widerstand anderer Art zwecklos wäre. Die Vereinten Nationen und früheren Nationalstaaten brachen auseinander und existieren in diesem Sinne nicht mehr. Stattdessen schließen sich die einzelnen Regionen je nach vorherrschender Ideologie einer von vier Koalitionen an, die unablässig gegeneinander Krieg führen – das traditionsbewusste „Legitime Königreich“ (正統王国, Seitō Ōkoku) in der nur die Abstammung zählt, die wissensdurstige „Informationsallianz“ (情報同盟, Jōhō Dōmei) in der zählt auf welche Informationen man zugreifen darf und Datenschutz nichts gilt, die profitorientierten „Kapitalunternehmen“ (資本企業, Shihon Kigyō) in denen der Grad der persönlichen Rechte vom eigenen Reichtum abhängt und Konsumkritik als Terrorismus gilt, sowie die religiöse „Glaubensorganisation“ (信心組織, Shinjin Soshiki) als Amalgam verschiedener religiöser Richtungen und wiedererweckter Mythologien – wodurch die politische Weltkarte wie ein vierfarbiges zersplittertes Buntglasfenster aussieht.
Protagonisten sind zwei Mitglieder des 37. Mobilen Instandsetzungsbataillons des Objects Baby Magnum des Legitimen Königreichs: der Zivilist und Ingenieur Qwenthur Barbotage (クウェンサー＝バーボタージュ, Kuwensā Bābotāju) als Kopf und der Radartechniker und Adlige Havia Winchell (ヘイヴィア＝ウィンチェル, Heivia Wincheru) als die Muskeln des Duos. Unterstützt werden die beiden von der Pilotin des Objects Milinda Brantini (ミリンダ＝ブランティーニ, Mirinda Burantīni), die wegen ihres Status als Elite und ihrer 14 Jahre auch als „Prinzessin“ bezeichnet wird, sowie deren strikten und attraktiven Bataillonskommandeurin Frolaytia Capistrano (フローレイティア＝カピストラーノ, Furōreitia Kapisutorāno). Anm.
Diese werden eines Tages von einem besser auf die arktischen Gegebenheiten angepassten Object angegriffen und besiegt, wobei Milinda gefangen genommen wird. Qwenthur fasst den Plan sie zu befreien und das feindliche Object zu zerstören, wobei er zusammen mit Havia die feindliche Basis infiltriert in der das Object gewartet wird, anhand der dortigen Baupläne dessen Schwachpunkt ermittelt und es ihm gelingt dessen Selbstzerstörung auszulösen. Da sie damit demonstriert haben, dass auch Nicht-Objects ein Object besiegen können, werden sie Helden. Allerdings erwartet sie zu ihrer Enttäuschung nicht die ehrenhafte Entlassung aus dem Militärdienst, sondern das Militär teilt sie von nun an zusammen mit Milinda und Frolaytia immer wieder neuen Frontmissionen zu um weitere Objects auszuschalten. Gegner finden sie allerdings nicht in den feindlichen Objects, sondern auch in eigenen Reihen die verhindern wollen das ihre Taten die Art der Kriegsführung erneut umstoßen.

## Veröffentlichungen
Die Light Novel wird seit 2009 von Kazuma Kamachi geschrieben, der fünf Jahre zuvor mit der immer noch laufenden Reihe To Aru Majutsu no Index debütierte und von Ryō Nagi illustriert wird. Beim Verlag ASCII Media Works, heute ein Imprint von Kadokawa, erschien der erste Band am 10. Oktober 2009. Die Reihe brachte es auf bisher (Stand: Februar 2017) 12 Bände:
1. Heavy Object (ヘヴィーオブジェクト). 10. Oktober 2009, ISBN 978-4-04-868069-1.
2. Heavy Object: Saiyō Sensō (ヘヴィーオブジェクト 採用戦争). 10. Juni 2010, ISBN 978-4-04-868594-8.
3. Heavy Object: Kyōjin-tachi no Kage (ヘヴィーオブジェクト 巨人達の影), 10. November 2010, ISBN 978-4-04-870051-1.
4. Heavy Object: Denshi Sūgaku no Zaihō (ヘヴィーオブジェクト 電子数学の財宝). 10. September 2011, ISBN 978-4-04-870549-3.
5. Heavy Object: Shi no Saiten (ヘヴィーオブジェクト 死の祭典). 10. November 2011, ISBN 978-4-04-870997-2.
6. Heavy Object: Dai-san Sedai e no Michi (ヘヴィーオブジェクト 第三世代への道). 10. Juni 2012, ISBN 978-4-04-886624-8.
7. Heavy Object: Bōrei-tachi no Keisatsu (ヘヴィーオブジェクト 亡霊達の警察). 9. November 2013, ISBN 978-4-04-866080-8.
8. Heavy Object: Nanamaru Percent no Shihaisha (ヘヴィーオブジェクト 七〇％の支配者). 8. März 2014, ISBN 978-4-04-866379-3.
9. Heavy Object: Hyōtenka Ichikyūgo-do no Kyūsai (ヘヴィーオブジェクト 氷点下一九五度の救済). 10. April 2015, ISBN 978-4-04-865064-9.
10. Heavy Object: Soto naru Kami (ヘヴィーオブジェクト 外なる神). 10. Oktober 2015, ISBN 978-4-04-865452-4.
11. Heavy Object: Vanilla Aji no Kagakushiki (ヘヴィーオブジェクト バニラ味の化学式). 10. Februar 2016, ISBN 978-4-04-865764-8.
12. Heavy Object: Ichiban Chiisana Sensō (ヘヴィーオブジェクト 一番小さな戦争). 10. September 2016, ISBN 978-4-04-892353-8.

Jeder einzelner Band enthält dabei meist drei Geschichten, die in späteren Bänden ineinander verwoben sind, wobei die einzelnen Bände selbst nur lose aufeinander aufbauen.

## Adaptionen

### Manga
Die Light Novel wurden in mehreren Manga-Reihen adaptiert. Die erste stammt von Shinsuke Inuue und erschien ab dem 17. Dezember 2009 im Manga-Magazin Dengeki Kuro Maō Vol. 10 bis Vol. 12 und wechselte dann in das Muttermagazin Dengeki Maō wo es von Ausgabe 1/2011 bis 4/2011 vom 26. Februar 2011 lief. Die Kapitel wurden auch in einem Sammelband (Tankōbon) zusammengefasst.
Im Anschluss erschien darin vom 27. Dezember 2011 (Ausgabe 2/2012) bis 27. Juni 2013 (8/2013) Heavy Object S von Sakae Saitō. Dieses Werk brachte es auf drei Sammelbänden.
Die jüngste Manga-Adaption war Heavy Object A vom selben Zeichner, die vom 27. Februar 2015 (Ausgabe 4/2015) bis 27. Oktober 2016 (Ausgabe 12/2016) erschien, sowie ebenfalls in drei Sammelbänden verlegt wurde.

### Anime
Studio J.C.Staff adaptierte die ersten drei Bände als Animeserie unter der Regie von Takashi Watanabe, assistiert von Chikara Sakurai, und dem Character Design von Atsuko Watanabe. Die 24 Folgen umfassende Serie wurde vom 3. Oktober 2015 bis 26. März 2016 nach Mitternacht (und damit am vorigen Fernsehtag) auf Tokyo MX ausgestrahlt, sowie mit zwei Tagen Versatz auch auf TV Aichi, MBS, BS11 und AT-X. Die letzten beiden Folgen besitzen eine eigens für den Anime entwickelte Handlung.
Eine englisch untertitelte Fassung wird in Nordamerika von Funimation parallel als Simulcast gestreamt sowie mit Zeitversatz auch synchronisiert.
Der Publisher KSM Anime kündigte am 5. Oktober 2016 an, dass der Anime auch in Deutschland erscheinen wird. Der Veröffentlichungsstart ist für den 19. Juni 2017 geplant.

#### Synchronisation
| Rolle                | japanischer Sprecher (Seiyū) | deutscher Sprecher |
| -------------------- | ---------------------------- | ------------------ |
| Qwenthur Barbotage   | Natsuki Hanae                | Dennis Saemann     |
| Havia Winchell       | Kaito Ishikawa               | Johannes Wolko     |
| Milinda Brantini     | Eri Suzuki                   | Sarah Tkotsch      |
| Frolaytia Capistrano | Shizuka Itō                  | Milena Karas       |
| „Ohoho“              | Hisako Kanemoto              | Jana Kilka         |

#### Musik
Die Musik zur Serie stammt von Maiko Iuchi und Keiji Inai. Der Vorspanntitel One More Chance!! stammt von der Rockband All Off, während der Abspanntitel Dear Brave (ディアブレイブ, Dia Bureibu) von Sukoppu komponiert und getextet sowie von Kano gesungen wurde.